# Best Motoring
Best Motoring (яп. ベストモータリング Бэсуто Мо:тарингу) — японский автомобильный журнал, серия видео и DVD. Видеоверсия дебютировала в 1987 году, и с самого начала запомнилась нетрадиционными гонками и соревнованиями, включая соревнования на серийных моделях по кольцевой трассе, дрэг-рейсингу, автослалому, битвы touge (в которых одна машина пытается оторваться от другой на извилистой горной дороге), и другие виды испытаний. Управляли автомобилями гонщики из разных японских гоночных серий, включая JGTC, D1 Grand Prix и Formula Nippon. 'Drift King' Кэйити Цутия, Манабу Оридо, и Дзюити Вакисака регулярно принимают в них участие. Помимо Best Motoring, есть ещё Hot Version (с 1991 года) и Video Option.
Best Motoring, Hot Version и Video Option выпускаются компанией Kodansha/2&4 Motoring.

## Best Motoring International
В апреле 2000 года, Таро Коки основал Zigzag Asia и приобрёл права на распространение Best Motoring на международном рынке, под маркой Best Motoring International. Первые выпуски были полностью на английском, но получили плохие отзывы из-за плохого озвучивания. С 3-го выпуска оригинальные японские голоса переводились субтитрами, английская речь осталась только для комментариев.
Японская версия Best Motoring выходит раз в месяц и преимущественно включает обзоры машин в заводской комплектации, тогда как Hot Version (ホットバージョン) выходит 1 раз в 2 месяца и преимущественно включает обзоры тюнингованных машин. Ещё одна серия, Video Option, выходит не на постоянной основе и посвящена отдельным моделям машин.
Так же есть спецвыпуски Hot Version: AE86 Club и VTEC Club посвящённые Toyota AE86 и машинам с двигателем Honda VTEC. Начиная с 2005 года, раз в квартал выходит Racing History, посвящённая истории автоспорта в Японии.
Best Motoring International состоит из нарезки из Best Motoring, Hot Version и Video Option на английском языке.